# Stdio.h

stdio.h je kratica od "standard input/output header". stdio.h je datoteka zaglavlja standardne  C  biblioteke koja sadrži konstante i deklaracije funkcija odnosno naloga koji se koriste za ulaz i izlaz podataka. C++ zbog kompatibilnosti također uključuje stdio.h te ekvivalentnu datoteku zaglavlja cstdio u kojoj se stdio.h poziva nalogom std namespace. 
Funkcije deklarirane u stdio.h su iznimno popularne, otkad su dio C standardne biblioteke i rade na svim platformama koje podržavaju C. No, može se dogoditi da će  aplikacije na tim platformama umjesto biblioteke stdio.h koristiti svoje rutine za [I/O] operacije (ulaz i izlaz). 

## Uporaba
Sve funkcije u C-u su deklarirane u datotekama zaglavlja ili bibliotekama. Programeri u svojim programima za uporabu tih  funkcija trebaju samo u  izvorni kod programa uključiti datoteke zaglavlja kao stdio.h. 
```
#include
 
<stdio.h>

 

int
 
main
(
void
)

{

    
int
 
ch
;

    
while
 
((
ch
 
=
 
getchar
())
 
!=
 
EOF
)

        
putchar
(
ch
);

    
putchar
(
'\n'
);

    
return
 
0
;

}

```

Ovaj program učitava znakove sa standardnog ulaza (tipkovnice) i ispisuje ih na standardnom izlazu (ekranu),  bajt po bajt (znak po znak, dodajući novi redak na kraju ulaza podatka. 

## Funkcije biblioteke
Funkcije biblioteke stdio.h možemo podijeliti na funckije za manipulaciju datotekama i funkcije za manipulaciju ulazom/izlazom.
| Naziv                                     | Opis |
| Funkcije za manipulaciju datotekama       | Funkcije za manipulaciju datotekama                                                                                              |
| ----------------------------------------- | --- |
| fclose                                    | Zatvara datoteku s parametrom FILE *                                                                                             |
| fopen, freopen                            | Otvara datoteku za upis ili ispis podataka                                                                                       |
| remove                                    | Briše datoteku |
| rename                                    | Mijenja naziv datoteke |
| rewind                                    | isko kao i ifseek |
| tmpfile                                   | Stvara privremenu datoteku koja se briše nakon uporabe funkcije fclose()                                                         |
| Funkcije za manipulaciju ulazom i izlazom | |
| clearerr                                  | Briše end-of-file i indikator greške                                                                                             |
| feof                                      | Provjerava end-of-file indikator                                                                                                 |
| ferror                                    | Provjerava indikator greške (error)                                                                                              |
| fflush                                    | Upisuje izlaz u datoteku (bufer)                                                                                                 |
| fgetpos                                   | stores the file position indicator of the stream associated by its first argument (a FILE *) to its second argument (a fpos_t *) |
| fgetc                                     | vraća jedan znak iz datoteke |
| fgets                                     | vraća string, niz znakova iz datoteke(završetak stringa je nova linija ili kraj datoteke)                                        |
| fputc                                     | upisuje znak u datoteku |
| fputs                                     | upisuje string u datoteku |
| ftell                                     | vraća poziciju u datoteci za funkciju fseek                                                                                      |
| fseek                                     | pretraživanje datoteke |
| fsetpos                                   | postavlja poziciju u datoteci, FILE * pohranjenu kao drugi argument funkcije ( fpos_t *)                                         |
| fread                                     | čita podatke iz datoteke |
| fwrite                                    | upisuje podatke u datoteku |
| getc                                      | čita znak iz datoteke |
| getchar                                   | istko kao getc(stdin) |
| gets                                      | čita znakove sa standardnog ulaza (stdin) dok ne naiđe na kraj linije i sprema ih u argument                                     |
| printf, vprintf                           | ispis podataka an standardni izlaz                                                                                               |
| fprintf, vfprintf                         | upis podataka u datoteku |
| sprintf, snprintf, vsprintf, vsnprintf    | ispis znakovnog polja, niza (array)(C string)                                                                                    |
| perror                                    | ispisuje kod greške |
| putc                                      | vraća znak |
| putchar, fputchar                         | isto kao i putc(stdout) |
| scanf, vscanf                             | učitavanje podataka sa standardnog ulaza                                                                                         |
| fscanf, vfscanf                           | učitavanje podataka iz datoteke                                                                                                  |
| sscanf, vsscanf                           | učitavanje znakovnog polja |
| setbuf, setvbuf                           | postavljanje moda buffera |
| tmpnam                                    | izrada privremene datoteke |
| ungetc                                    | vraća znak |
| puts                                      | ispis znaka na standardnom izlazu                                                                                                |

## Varijable biblioteke
U biblioteci stdio.h nalaze se i ove varijable:
| Naziv  | Opis                                                                                    |
| ------ | --------------------------------------------------------------------------------------- |
| stdin  | pokazivač na datoteku (FILE) koji pokazuje na standardni ulaz, najčešće tipkovnicu      |
| stdout | pokazivač na datoteku (FILE) koji pokazuje na standadni izlaz, najčešće ekran računala. |
| stderr | pokazivač na datoteku (FILE) koji pokazuje na ekran računala.                           |

## Konstante biblioteke
Konstante definirane u biblioteci ili datoteci zaglavlja stdio.h su:
| Naziv        | Opis                                                                                             |
| ------------ | ------------------------------------------------------------------------------------------------ |
| EOF          | negativna cjelobrojna vrijednost tipa int koja označava kraj datoteke                            |
| BUFSIZ       | int vrijednost koja označava veličinu buffera funkcije setbuf()                                  |
| FILENAME_MAX | veličina char polja za spremanje naziva bilo koje datoteke koja se otvara                        |
| FOPEN_MAX    | broj istovremeno otvorenih datoteka, najmanje 8                                                  |
| _IOFBF       | kratica od "input/output fully buffered"; integer koji se šalje funkciji setvbuf() (blok buffer) |
| _IOLBF       | kratica od "input/output line buffered"; integer koji se šalje funkciji setvbuf() (line buffer)  |
| _IONBF       | kratica od "input/output line buffered"; integer koji se šalje funkciji setvbuf() (unbuffered)   |
| L_tmpnam     | veličina char polja dovoljna za stvaranje privremene datoteke funkcijom tmpnam()                 |
| NULL         | null pokazivač                                                                                   |
| SEEK_CUR     | integer za funkciju fseek() za relativno pozicioniranje s obzirom na sadašnju poziciju           |
| SEEK_END     | integer za funkciju fseek() za relativno pozicioniranje s obzirom na kraj datoteke               |
| SEEK_SET     | integer za funkciju fseek() za relativno pozicioniranje s obzirom na početak datoteke            |
| TMP_MAX      | maksimalan broj jedinstvenih naziva datoteka generiranih tmpnam() funkcijom, najmanje 25         |

## Vanjske poveznice
- C standardna biblioteka  Arhivirana inačica izvorne stranice od 2. ožujka 2005. (Wayback Machine)
- stdio.h  Arhivirana inačica izvorne stranice od 5. kolovoza 2009. (Wayback Machine)